# Erik Dalberg
 Ikke at forveksle med den svenske greve Erik Dahlbergh (1625-1703).
Erik Dalberg (1875-1945) var oberstløjtnant og portrætmaler. Han blev født 12. juli 1875 på Frederiksberg og døde 20. oktober 1945 i København. Forældrene var generalmajor Carl Anthon Sciawizky Dalberg og hustru Gerhardine Louise de Seréne d´Acquiera. Erik Dalberg blev gift 28. juli 1901 med komponisten Nancy Dalberg (1881-1949).
| - Dommer Schjørring - Portræt fra 1936 af dommer L. K. J. Schjørring, død 1939 |

## Liv og kunstnerisk virke
Erik Dalberg giftede sig som 26-årig med den 20-årige Nancy Hansen, som var vokset op på det sydfynske gods Mullerup, og som skabte sig en stor karriere som komponist. Hun var elev af Carl Nielsen og blev senere god kollega og samarbejdspartner for ham, og Erik Dalberg blev derved draget ind i kredsen omkring Nielsen. Han delte hustruens kunstneriske interesser og komponerede selv lejlighedssange. Udover sin militære karriere arbejdede han med portrætmaleri. Et eksempel er portrættet fra 1927 af oberst Rolf Kall (1872-1934). Fra 1936 kendes portrættet af dommer L. K. J. Schjørring, som nu findes på Museet på Koldinghus.
Størstedelen af Erik Dalbergs værker har været i privat eje og kendes derfor endnu ikke i den store offentlighed. I 1936 udstilledes en større samling af hans værker på Frederiksberg, og herfra eksisterer en arbejdsfortegnelse over dem .
På udstillingen vistes et portræt af hustruen Nancy Dalberg, katalog nr. 1, sammen med for størstedelens vedkommende portrætter af mennesker med tilknytning til dansk militær og adel. Portrættet af dommer L. K. J. Schjørring udstilledes her, katalog nr. 39. Med katalog nr. 33 udstilledes et portræt af godsejer Chr. B. Schjørring.
Erik Dalberg arbejdede desuden en del med landskabsmaleri, viser arbejdsfortegnelsen. Fra Danmark vistes Fraugdegaards Vandmølle, katalog nr. 42, Skagen Nordstrand, katalog nr. 58, Skagen gl. Kirke, katalog nr. 77, billeder fra egnen ved godset Broholm på Fyn, hvorfra Nancy Dalbergs kollega og ven, komponisten Hilda Sehested, stammede fra, nr. 70 og 71, egnen ved Mullerup Gods, katalog nr. 69, egnen ved Jyderup, katalog nr. 66 og 67 samt Ved Tved, katalog nr. 68.
På udstillingen vistes også landskabsmalerier og menneskeskildringer fra Nordafrika. I vinteren 1922-1923 opholdt han sig i Nordafrika sammen med hustruen. Her nedskrev Nancy Dalberg musikalske arrangementer over arabiske temaer Arabisk Musik fra Sahara, for obo, bratsch og tromme, som senere blev en del af violinisten Emil Telmányis og Breuning-Bache kvartettens repertoirer. Erik Dalberg portrætterede imens flere nordafrikanere og arbejdede med landskabet omkring byen Biskra i Algeriet.
Med tiden udviklede Erik Dalberg alvorlig sygdom, hvilket vanskeliggjorde tilværelsen for også hustruen. Ægteskabet blev opløst i 1945.

## Værker i offentlig eje
- 1936 Dommer L. K. J. Schjørring, oliemaleri 79,5x66.5 cm. Museet på Koldinghus[5]